# جون هيندل
جون هيندل (بالإنجليزية: John Hindle)‏ هو شخصية أعمال بريطاني، ولد في 1 نوفمبر 1934، وتوفي في 2012.

## وصلات خارجية
- جون هيندل على موقع أوليمبيديا (الإنجليزية)